# Alilaguna Rossa vízibusz (Velence)
A velencei Alilaguna Rossa jelzésű vízibusz a Zitelle és a tesserai repülőtér között közlekedik. A viszonylatot az Alilaguna S.p.A. üzemelteti.

## Története
2000-ben már létezett egy ezen az útvonalon közlekedő járat Alilaguna 1 jelzéssel, de azt rövid időn belül megszüntették.
Az Alilaguna Rossa vízibusz 2007-től jár, 2009-től a Tronchettóról indult, 2011 óta a lidói Casinòtól járt, de 2014-től már a jelenlegi útvonalán közlekedik.
Az Alilaguna Rossa története:
| Időszak     | Járat- szám     | Megállók |
| ----------- | --------------- | --- |
| 2000        | Alilaguna 1     | Zattere – San Marco (Giardinetti) – Arsenale – Lido, Santa Maria Elisabetta – Murano, Museo – Aeroporto                                            |
| 2007 – 2008 | Alilaguna Rossa | Zattere – San Marco (Giardinetti) – Arsenale – Lido, Santa Maria Elisabetta – Murano, Museo – Aeroporto                                            |
| 2009 – 2011 | Alilaguna Rossa | Tronchetto – Molino Stucky – Zattere – San Marco (Giardinetti) – San Zaccaria – Arsenale – Lido, Santa Maria Elisabetta – Murano Museo – Aeroporto |
| 2011 – 2014 | Alilaguna Rossa | Lido, Casinò – Lido, Santa Maria Elisabetta – Murano, Museo – Aeroporto (Tessera)                                                                  |
| 2014 – ma   | Alilaguna Rossa | Giudecca Zitelle – San Marco – Lido, Santa Maria Elisabetta – Certosa – Murano Museo – Aeroporto (Tessera)                                         |

## Megállóhelyei
| sz. | idő (perc) | megállóhely neve             | sz. | idő (perc) | átszállási kapcsolatok                                                                        | látnivalók                                                                    |
| --- | ---------- | ---------------------------- | --- | ---------- | --------------------------------------------------------------------------------------------- | ----------------------------------------------------------------------------- |
| 0   | 0          | Giudecca Zitelle             | 5   | 79         | 2, 4.1, 4.2, 8, N                                                                             | Le Zitelle                                                                    |
| 1   | 5          | San Marco                    | 4   | 72         | 1, 10, N, Alilaguna A, Alilaguna B, Alilaguna V, Arlecchino, Brighella, Pantallone            | Szent Márk tér, Dózsepalota, Harry's Bar, Palazzo Giustinian, Palazzo Tiepolo |
| 2   | 20         | Lido, Santa Maria Elisabetta | 3   | 57         | 1, 2, 5.1, 5.2, 6, 8, 10, 14, 18, N, Alilaguna B, Alilaguna V; Lido buszok: 11, A, B, C, N, V | Santa Maria Elisabetta                                                        |
| 3   | 30         | Certosa                      | 2   | 45         | 4.1, 4.2, Alilaguna B                                                                         |                                                                               |
| 4   | 43         | Murano Museo                 | 1   | 30         | 3, 4.1, 4.2, N-M                                                                              | Museo Vetrario, Santa Maria e Donato                                          |
| 5   | 73         | Aeroporto                    | 0   | 0          | Alilaguna A, Alilaguna B                                                                      | Velence Marco Polo repülőtér                                                  |

Megjegyzés: A dőlttel szedett járatszámok időszakos (nyári) járatokat jelölnek.